# 柳月三郎
柳月 三郎（りゅうげつ さぶろう、本名：松野 俊實、1936年10月13日 - ）は、元・落語協会所属の民謡三味線漫談家。紋は『丸に剣かたばみ』、出囃子は『佃づくし』。

## 人物と芸風
「すぐ終わりますから」「終わったら、お知らせしますから」「はい、終わりました」のボヤキを交えて、全国各地の民謡を弾き語りつつ、気付かれないように自作のニセ民謡やムード歌謡などを混ぜ込み、客を煙に巻く芸達者。

## 略歴
熊本県玉名市生まれ、福岡県立戸畑高等学校卒業。。
- 1953年 クラブ、キャバレー回りで稼ぐ傍ら、コンテスト荒しを重ねる。
- 1955年 作曲家の飯田景応に師事[1]。
- 1961年 民謡歌手の先代鈴木正夫に入門、娘鈴木三重子の夫菊池平三郎の薫陶を受ける。
- 1965年 テイチク専属でデビュー
- 1975年 落語協会の高座に色物として上がり始める。
- 1985年 落語協会に加盟（5代目柳家小さん一門 → 5代目鈴々舎馬風ファミリー）。
- 2021年の時点で落語協会の色物一覧から名前が消えている。

## メディア出演

### ラジオ
- 真打ち競演（NHKラジオ第1放送 ）
- ラジオ寄席（JRN）

など